# Animalada
Animalada es una historieta serializada en 1995 del dibujante de cómics español Francisco Ibáñez perteneciente a la serie Mortadelo y Filemón.

## Trayectoria editorial
Serializada en 1995 en Mortadelo Extra nºs 59 a 61. Más tarde apareció en el n.º 127 de la Colección Olé.

## Sinopsis
Mortadelo y Filemón deberán luchar contra una banda que trafica con animales en peligro de extinción. Sus misiones consistirán en custodiar ejemplares para llevarlos a instituciones académicas o rescatar animales en manos de delincuentes para llevarlos a la T.I.A.

## Curiosidades y gags
El elefante "Marlobrando" ataca cualquier cosa negra, porque unos individuos de raza negra intentaron comérselo. Algo parecido ocurre con el elefante "Sigérico", que atacaba a quienes llevaran turbante en La brigada bichera.
Los bordes de página en la revista Mortadelo Extra titulaban la historieta como "Animaladas", en plural.